# Journée internationale du sport universitaire
La Journée internationale du sport universitaire est célébrée le 20 septembre,. Cette journée est proposée par la Fédération internationale du sport universitaire (FISU) à l'Organisation des Nations unies pour l'éducation, la science et la culture (UNESCO) afin de «réaffirmer l'importance que doit avoir et conserver le sport à l'université et dans la vie quotidienne des étudiants». Les États membres de l'UNESCO approuvent cette proposition a lors de la 38e session de la Conférence générale à Paris, en novembre 2015.